# The Demented
The Demented (Brasil: Dementes  é um filme de terror e suspense produzido nos Estados Unidos, dirigido por Christopher Roosevelt e lançado em 2013.
Lançado diretamente em DVD nos Estados Unidos, The Demented é o filme de estreia na direção do cineasta Roosevelt.